# Poule de Houdan
Pour les articles homonymes, voir Houdan.
Pour des articles plus généraux, voir Gallus gallus domesticus et Liste des races de poules.
La Houdan est une race de poule domestique.

## Description

### Origine

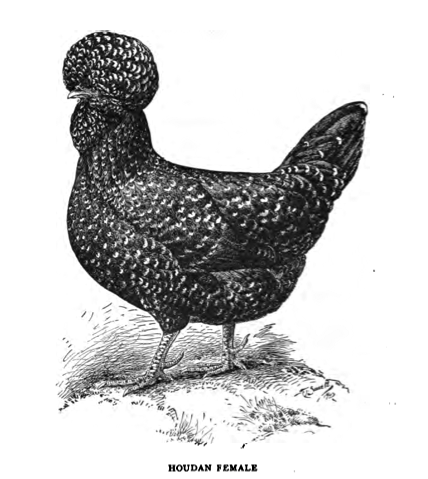
Poule de Houdan

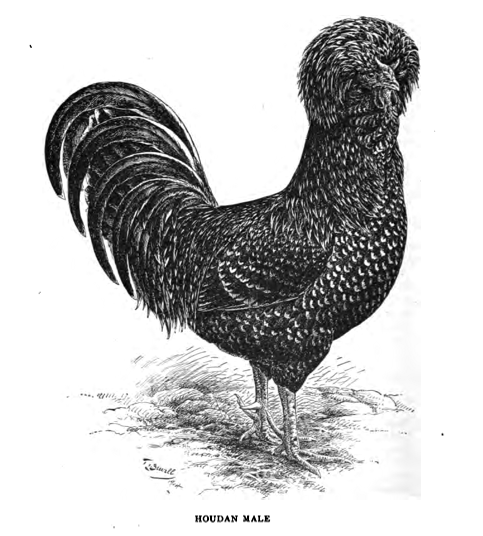
Coq de Houdan

La poule de Houdan aussi connue sous le nom de poule de Normandie est une race française de poule originaire de la commune éponyme dans les Yvelines.
Cette race ancienne — elle est attestée dès le XIVe siècle — a connu son apogée dans la première moitié du XXe siècle. Sa zone d'élevage couvrait plusieurs cantons des Yvelines et d'Eure-et-Loir[Quoi ?]. Elle a failli disparaître par la suite face à la concurrence de races plus productives, mais des éleveurs passionnés ont conservé la race. Une dizaine d'éleveurs de la région de Houdan et de Mantes tentent de la faire revivre. En 1979, l'ancien club est remis sur pied sous l'impulsion de Daniel Cordier, habitant de  Saclay, également à l'origine de la Société Avicole, Cunicole et Colombicole des Yvelines (SACCY) et prend l'appellation de Houdan-Faverolles Club de France (HFCF). Son président lance un appel à tous les éleveurs isolés dans tout l'hexagone et organise un championnat de France de la race à l'occasion de la Foire Saint Matthieu à Houdan (plus ancienne foire de France). Il en profite ainsi pour relancer cette exposition nationale qui avait également cessé d'exister.
La poule de Houdan se reconnait à sa crête double et à sa huppe de plume sur la tête. Elle existe en plusieurs variétés de couleur, la plus connue étant à plumage noir parsemé de taches blanches (on dit noir caillouté blanc), mais elle peut aussi être noire, blanche ou gris perle. Elle est réputée pour la finesse de sa chair comparée par les amateurs à celle de la perdrix. C'est aussi une pondeuse moyenne.
Elle bénéficie aujourd'hui d'un label rouge ce qui est extrêmement rare pour une volaille de race pure.
C'est une des rares races françaises à être reconnue parmi les 108 races de poule du British Poultry Standard.

### Standard
- Corps : cylindrique à Poitrine large et profonde, long, légèrement penché chez le coq
- Crête : en feuilles de chêne pas trop imposante
- Barbe : bien développée
- Barbillons : très peu développés et cachés par la Barbe
- Oreillons : blancs recouverts par les favoris
- Huppe : moyenne, fournie, ne cachant pas la vue, rejetée en arrière chez le coq, plus arrondie chez la poule, prenant naissance sur une proéminence située au-dessus du crâne. Cette proéminence est très souvent déjà visible chez le poussin
- Couleur des yeux : rouge orangé
- Couleur de la peau : blanche
- Couleur des tarses : marbrés chez la cailloutée, plutôt couleur chair chez la blanche, cinq doigts
- Variétés de plumage : noir caillouté blanc, blanche, noire, gris perle

Grande race :
- Masse idéale : Coq : 2,5 à 3 kg ; Poule : 2 à 2,5 kg
- Œufs à couver : 65 g, coquille blanche
- Diamètre des bagues : Coq : 20 mm ; Poule : 18 mm

Naine:
- Masse idéale : Coq : 900 g ; Poule : 800 g
- Œufs à couver : min. 35 g, coquille blanche
- Diamètre des bagues : Coq : 14 mm ; Poule : 12 mm

### Races voisines
- la Mantes,
- la Faverolles.

## Club officiel

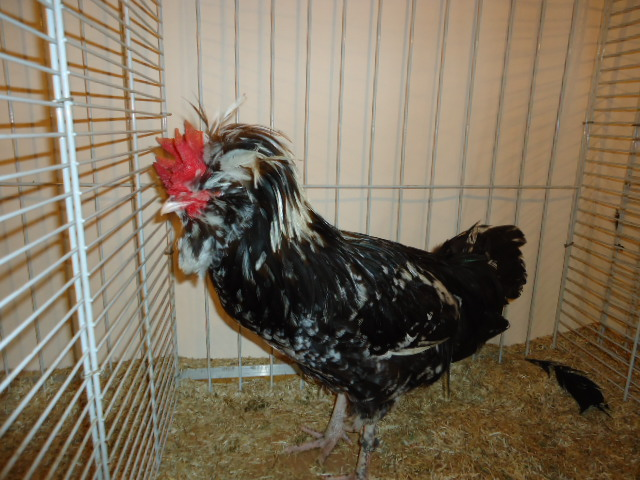
Coq Houdan noir caillouté

- Coq Houdan noir cailloutéHoudan-Faverolles Club de France, 57590 Ajoncourt.